# Phone Story
Phone Story — сатирическая мобильная игра, придуманная активистом движения Yes Lab Майклом Пинески и разработанная Паоло Педерчини для компании Molleindustria с целью продемонстрировать то, что разработчики игры называют «тёмной стороной вашего любимого смартфона».
Игра состоит из четырёх самостоятельных уровней, которые требуют выполнения таких действий, как принуждение детей в странах Третьего мира к добыче колтана и предотвращение суицидов на фабрике Foxconn. Создатели игры заявили, что их главной целью было вызвать отклик у людей, которые «не в состоянии осознать, как их модное потребление может оказать негативное влияние на людей в глобализированном мире».

## Игровой процесс
Phone Story состоит из четырёх самостоятельных мини-игр, каждая из которых сопровождается голосовыми комментариями с подробным описанием условий реального мира, отражённых в игре.
Первая игра посвящена добыче колтана в Демократической Республике Конго; игрок управляет охраной, следящей за тем, чтобы рабочие не отдыхали. Действие второй происходит на фабрике, на которой игрок должен с помощью сети ловить рабочих, пытающихся выброситься из окна и покончить с собой. Третья переносит игрока в телефонный магазин, в котором игрок должен бросать телефоны из рогатки в руки потребителей. Последняя мини-игра посвящена переработке выброшенных телефонов на свалке в Гане, где игроку предлагается разделить компоненты телефона между рабочими, утилизирующими детали небезопасными способами.
В каждой мини-игре требуется успешно выполнить соответствующее действие определённое количество раз до истечения таймера. В случае неудачи рассказчик делает игроку замечание: «не притворяйтесь, будто вы не соучастник».

## Выпуск
Phone Story была официально выпущена на платформе iOS 9 сентября 2011 года, однако компания Apple запретила её распространение всего через четыре дня после релиза. В качестве обоснования удаления игры Apple сослались на своё руководство для разработчиков, однако статья, опубликованная в британской газете The Guardian, поставила под сомнение обоснованность этого заявления. После того, как игра была удалена из App Store, она была повторна выпущена для телефонов на базе Android 14 сентября 2012 года; кроме того, на официальный сайт разработчика была выложена бесплатная Flash-версия игры.
На сайте Phone Story подробно описываются все темы, затронутые в игре, а прибыль от продажи игры была передана различным благотворительным организациям: в частности, более 6000 долларов было пожертвовано девушке, пострадавшей при попытке самоубийства на фабрике Foxconn.

## Критика
Игра получила неоднозначные отзывы критиков. Ниц Крис из издания Android Rundown оценил игру в 5 баллов из 10, заявив, что она «не такая уж интересная и поучительная», и раскритиковав короткую продолжительность и репетативность игрового процесса. Майк Роуз из Pocket Gamer более позитивно отозвался об образовательном аспекте игры, заявив, что она побудила его ознакомиться с поднятыми проблемами. Майк, однако, тоже раскритиковал упрощённый игровой процесс и короткую продолжительность игры.